# Dijagonala
Plošna dijagonala (dija- + grč. γωνία: kut) je dužina koja spaja dva nesusjedna vrha nekog mnogokuta ili poliedra. Iz svakog vrha moguće je povući n - 3 dijagonala ako je n broj vrhova jer iz nekog vrha možemo povući dijagonalu do ostalih n vrhova, osim početnog vrha i njemu susjednih. Mnogokut s n vrhova ima n · (n - 3) / 2 dijagonala. U uporabi su i izrazi: poprečnica, prečac, prečica, prokutnica. Duljina dijagonale kvadrata iznosi a√2 gdje je a duljina stranice kvadrata.
Prostorna dijagonala je dužina koja spaja dva vrha poliedra koji ne pripadaju istoj strani. Duljina prostorne dijagonalne kocke iznosi a√3 gdje je a duljina stranice kocke.

## U matrici
U matrici n × n, glavna dijagonala je skup polja od 1,1 do n,n, a sporedna dijagonala je skup polja od 1,n do n,1.
{\displaystyle {\begin{pmatrix}1&0&0\\0&1&0\\0&0&1\end{pmatrix}}}
U ovom slučaju polja koja pripadaju glavnoj dijagonali imaju vrijednost 1.
{\displaystyle {\begin{pmatrix}0&0&1\\0&1&0\\1&0&0\end{pmatrix}}}
Ovdje polja s vrijednošću 1 pripadaju sporednoj dijagonali.